# 核光谱望远镜阵列

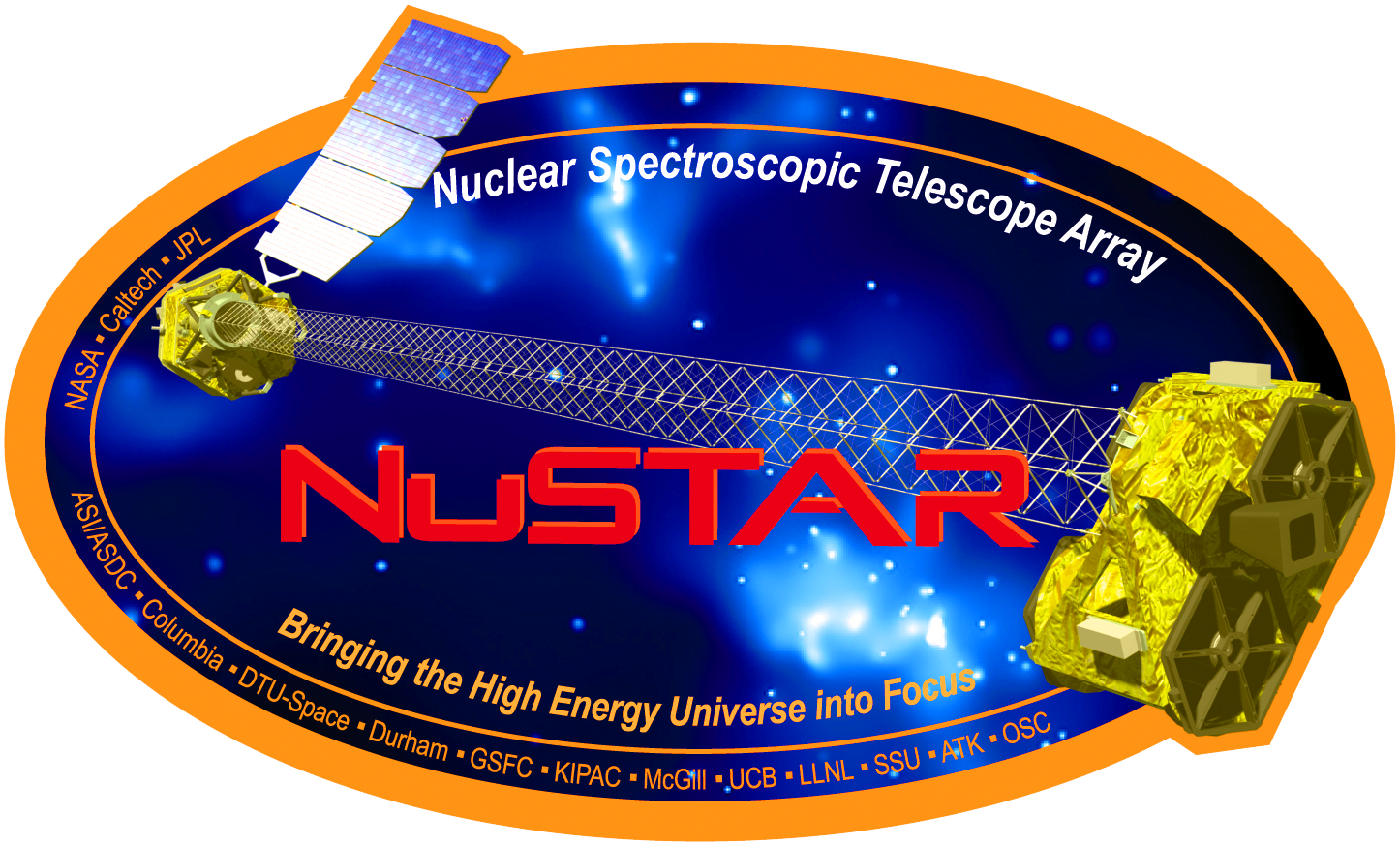
任務徽章

核光谱望远镜阵列（Nuclear Spectroscopic Telescope Array，NuSTAR）是一個已發射的沃爾特型X射線太空望遠鏡。觀測的波段是來自天體的5到80keV之間的高能X射線，尤其是核光譜。這是 NASA 小探測工程計畫中的第十一顆衛星（SMEX-11），並且它是能量超過钱德拉X射线天文台和XMM-牛顿卫星所觀測波段中第一顆直接攝影的太空X射線望遠鏡。NuSTAR 原計畫2012年3月21日發射，但因為發射載具的軟體問題而延後。
核光譜望遠鏡陣列的主要科學目標是深度探索質量超過太陽十億倍的黑洞，並了解粒子在活动星系核如何被加速到光速的百分之幾，以及研究超新星殘骸以了解重元素如何在超新星中形成。
NuSTAR的計畫主持人是加州理工學院的菲奥娜·哈里遜（Fiona Harrison）。其他參與單位有喷气推进实验室、柏克萊加州大學、丹麦技术大学、哥伦比亚大学、戈达德太空飞行中心、史丹佛大學、聖塔克魯茲加利福尼亞大學、索諾馬州立大學、勞倫斯利福摩爾國家實驗室和義大利太空總署。衛星本體和儀器製造商則是軌道科學公司和ATK太空系統-高勒塔。

## 光學
NuSTAR 使用兩套掠射式聚焦光學系統，每一套有133個同心錐體。光學系統由丹麥技術大學和哥倫比亞大學尼維斯實驗室開發。

## 歷史
NuSTAR 的前身是使用氣球搭載的高能聚焦望遠鏡（High Energy Focusing Telescope），使用的儀器技術相當類似。2003年2月 NASA 徵求太空探測的方案，NuSTAR 計畫於同年5月送交 NASA，是小探測工程計畫36個方案中排第十和第十一的。11月時 NASA 選擇 NuSTAR 和其他四個計畫進行五個月的可行性研究決定是否執行。
2005年1月 NASA 選定 NuSTAR 進行一年的可行性研究。這個計畫在2006年2月因為 NASA 2007年的科學預算被縮減而取消。2007年9月2日 NuSTAR 計畫被重新啟動，並預期在2011年8月發射，雖然後來延期到2012年3月。

## 發射時間
直到最近，NASA 和軌道科學公司的合約中已經確認要以該公司的飛馬座 XL於2012年發射 NuSTAR。較早的規劃中是計畫在2011年8月15日、2012年2月3日或3月16、3月14日發射。在2012年3月15日的發射會議後決定延後發射時間以調整發射載具飛行電腦中的軟體。
最终發射時間是2012年6月13日16:00:37 （UTC）。發射地點位于瓜加林環礁。

## 參見

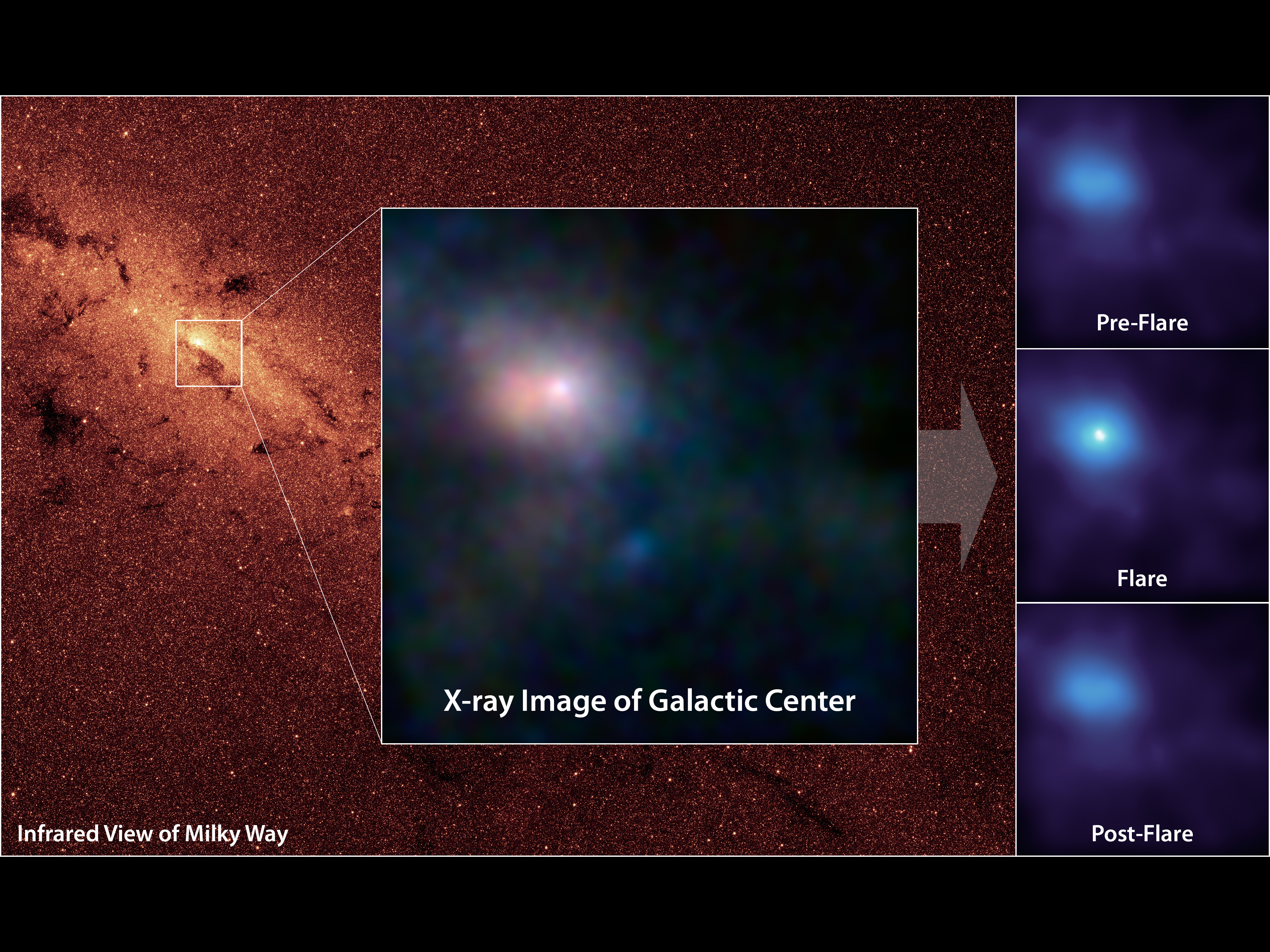
NuSTAR拍攝的銀河系中心X射線影像

## 外部連結
- Caltech website for NuSTAR （页面存档备份，存于）
- Caltech's Engineering & Science magazine: NuSTAR ReNued （页面存档备份，存于）
- The High Energy Focusing Telescope: NuSTAR's predecessor （页面存档备份，存于）
- X-Ray Specs by David J. Craig, Columbia Alumni Magazine.  - (Columbia Magazine Spring 2010 （页面存档备份，存于）)
- Harrison, F.A. et al. 2010, SPIE, 7732, 27: NuSTAR reference publication
- arXiv:1008.1362 （页面存档备份，存于） NuSTAR reference publication, link 2
- Hailey, C.J. et al. 2010, SPIE, 7732, 28: NuSTAR optics reference publication